# Mistrzostwa ASEAN 2007
ASEAN Football Championship 2007 jest to 6 edycja tego turnieju, który wcześniej rozgrywany był pod nazwą Puchar Tygrysa. Rozgrywany był w dniach 12 stycznia - 4 lutego 2007. Uczestniczyło w nim 8 azjatyckich reprezentacji.

## Zespoły

### Zakwalifikowane automatycznie
- Birma (4. miejsce Pucharu Tygrysa 2004)
- Indonezja (2. miejsce Pucharu Tygrysa 2004)
- Malezja (3. miejsce Pucharu Tygrysa 2004)
- Singapur (gospodarz)
- Tajlandia (gospodarz)
- Wietnam (5. miejsce Pucharu Tygrysa 2004)

### Drużyny z eliminacji
- Filipiny
- Laos

## Wyniki

### Faza grupowa

#### Grupa A
| Reprezentacja | Pkt | M | W | R | P | Br+ | Br- | +/- |
| ------------- | --- | - | - | - | - | --- | --- | --- |
| Tajlandia     | 7   | 3 | 2 | 1 | 0 | 6   | 1   | +5  |
| Indonezja     | 4   | 3 | 1 | 1 | 1 | 4   | 1   | +3  |
| Birma         | 3   | 3 | 0 | 3 | 0 | 1   | 1   | 0   |
| Filipiny      | 1   | 3 | 0 | 1 | 2 | 0   | 8   | -8  |

| 12 stycznia 2007 | Malezja · Hairuddin Omar 9', 80' · Mohd Nizaruddin Yusof 16' · Anton del Rosario 69' (sam.) | 4:02:0 | Filipiny | Stadion Suphachalasai, Bangkok |
|                  |                                                                                             |        |          |                                |

| 12 stycznia 2007 | Tajlandia · Suchao Nutnum 90+4' | 1:10:1 | Birma · 25' Si Thu Win | Stadion Suphachalasai, Bangkok |
|                  |                                 |        |                        |                                |

| 14 stycznia 2007 | Malezja | 0:0 | Birma | Stadion Suphachalasai, Bangkok |
|                  |         |     |       |                                |

| 14 stycznia 2007 | Tajlandia · Sarayoot Chaikamdee 15', 28' · Pipat Thonkanya 21' · Natthaphong Samana 84' | 4:03:0 | Filipiny | Stadion Suphachalasai, Bangkok |
|                  |                                                                                         |        |          |                                |

| 16 stycznia 2007 | Birma | 0:0 | Filipiny | Thai Army Sports Stadium, Bangkok |
|                  |       |     |          |                                   |

| 16 stycznia 2007 | Tajlandia · Sarayoot Chaikamdee 48' | 1:00:0 | Malezja | Stadion Suphachalasai, Bangkok |
|                  |                                     |        |         |                                |

#### Group B
| Reprezentacja | Pkt | M | W | R | P | Br+ | Br- | +/- |
| ------------- | --- | - | - | - | - | --- | --- | --- |
| Singapur      | 5   | 3 | 1 | 2 | 0 | 13  | 2   | +11 |
| Wietnam       | 5   | 3 | 1 | 2 | 0 | 10  | 1   | +9  |
| Indonezja     | 5   | 3 | 1 | 2 | 0 | 6   | 4   | +2  |
| Laos          | 0   | 3 | 0 | 0 | 3 | 1   | 23  | -22 |

| 13 stycznia 2007 | Indonezja · Atep 51', 75' · Saktiawan Sinaga 67' | 3:10:1 | Laos · 13' Sounthalay Xaysongkham | Stadion Narodowy, Singapur |
|                  |                                                  |        |                                   |                            |

| 13 stycznia 2007 | Singapur | 0:0 | Wietnam | Stadion Narodowy, Singapur |
|                  |          |     |         |                            |

| 15 stycznia 2007 | Indonezja · Saktiawan Sinaga 90' | 1:10:1 | Wietnam · 35' (sam.) Supardi Nasir | Stadion Narodowy, Singapur |
|                  |                                  |        |                                    |                            |

| 15 stycznia 2007 | Singapur · Muhammad Ridhuan 10' · Noh Alam Shah 11', 24', 61', 72', 76', 88', 90+2' · Shahril Ishak 47' · Khairul Amri 71' · Itimi Dickson 78' | 11:03:0 | Laos | Stadion Narodowy, Singapur |
|                  | |         |      |                            |

| 17 stycznia 2007 | Wietnam · Lê Công Vinh 1' (28) · Phan Thanh Bình 29', 73' (k), 81', 84' · Nguyễn Văn Biển 45', 90' | 9:04:0 | Laos | Jalan Besar Stadium, Singapur |
|                  | |        |      |                               |

| 17 stycznia 2007 | Singapur · Noh Alam Shah 10' (k) · Indra Sahdan Daud 52' | 2:21:1 | Indonezja · 27' Ilham Jaya Kesuma · 56' Zaenal Arief | Stadion Narodowy, Singapur |
|                  |                                                          |        |                                                      |                            |

### Faza pucharowa

#### Półfinały

##### Pierwsze mecze
| 23 stycznia 2007 | Malezja · Mohammad Hardi Jaafar 57' | 1:10:0 | Singapur · 73' Noh Alam Shah | Stadion Shah Alam, Shah Alam |
|                  |                                     |        |                              |                              |

| 24 stycznia 2007 | Wietnam | 0:20:1 | Tajlandia · 28' Datsakorn Thonglao · 81' Pipat Thonkanya | Stadion Narodowy Mỹ Đình, Hanoi |
|                  |         |        |                                                          |                                 |

##### Rewanże
| 27 stycznia 2007                                                                 | Singapur · Muhammad Ridhuan 74' | 1:1 k. 5:40:0 | Malezja · 57' Eddy Helmi Abdul Manan | Stadion Narodowy, Singapur |
|                                                                                  |                                 | |                                      |                            |
|                                                                                  |                                 | Rzuty karne |                                      |                            |
| Indra Sahdan Daud · Noh Alam Shah · Mustafic Fahrudin · Fazrul Nawaz · Shi Jiayi |                                 | Mohammad Hardi Jaafar · Rezal Zambery Yahya · Samransak Kram · Thirumurugan s/o Veeran · Mohd Khyril Muhymeen Zambri |                                      |                            |

Singapur wygrał 2-2 (k. 5-4)
| 28 stycznia 2007 | Tajlandia | 0:0 | Wietnam | Stadion Suphachalasai, Bangkok |
|                  |           |     |         |                                |

Tajlandia wygrała 2-0

#### Finał

##### Pierwszy mecz
| 31 stycznia 2007 | Singapur · Noh Alam Shah 17' · Mustafic Fahrudin 83' (k) | 2:11:0 | Tajlandia · 50' Pipat Thonkanya | Stadion Narodowy, Singapur |
|                  |                                                          |        |                                 |                            |

##### Rewanż
| 4 lutego 2007 | Tajlandia · Pipat Thonkanya 81' | 1:10:0 | Singapur · 49' Khairul Amri | Stadion Suphachalasai, Bangkok |
|               |                                 |        |                             |                                |

Singapur wygrał 3-2
| ASEAN Football Championship 2007 |
| -------------------------------- |
| SINGAPUR 3. TYTUŁ                |

## Nagrody
| MVP                | Złoty But          |
| ------------------ | ------------------ |
| Mohd Noh Alam Shah | Mohd Noh Alam Shah |

## Strzelcy
| Bramki | Strzelcy      |
| ------ | ------------- |
| 10     | Noh Alam Shah |
| 4      | 2 zawodników  |
| 3      | 2 zawodników  |
| 2      | 6 zawodników  |
| 1      | 11 zawodników |